# Ovodonazione
L'ovodonazione è una tecnica di fecondazione assistita di tipo eterologo che prevede la donazione di ovociti da una donna ad un'altra.
L'ovodonazione è indicata nel caso di ripetuti insuccessi di fecondazione artificiale condotta con gli ovociti della paziente o nel caso in cui gli esami clinici sulla paziente mostrano che non "produce" ovociti o che ne "produce" in scarsa quantità o qualità, rendendo praticamente nulle le possibilità di iniziare o di portare a termine una gravidanza, anche attraverso le tecniche di fecondazione assistita.
Il patrimonio ovocitario della donna si forma alla nascita quindi il termine "produce" è improprio: in realtà gli ovociti vengono solo fatti maturare nei follicoli dell'ovaio e liberati. La conseguenza è che gli ovociti invecchiano con la donna, a differenza degli spermatozooi che vengono prodotti ciclicamente. Dopo una certa età (in genere 35 anni) la loro qualità inizia a peggiorare e si riduce progressivamente la probabilità di avere una gravidanza. Per tale motivo in alcune cliniche si consiglia l'ovodonazione a tutte le donne sopra i 42 anni.
Anche le donne già in menopausa (fisiologica o precoce) possono ricorrere all'ovodonazione, effettuando un opportuno trattamento ormonale per ristabilire fittiziamente il ciclo e preparare l'endometrio all'impianto dell'embrione.
In alcuni casi gli ovociti ci sono ma non vengono portati a maturazione naturalmente. Se le indagini cliniche individuano questo problema, prima di ricorrere all'ovodonazione, è possibile tentare il prelievo del tessuto ovarico e provare ad indurre in vitro la maturazione degli ovociti della paziente.

## Procedimento
L'ovodonazione si realizza essenzialmente in tre fasi: 
- Nella prima fase la donatrice si sottopone alla stimolazione ovarica, trattamento ormonale tipico della fecondazione in vitro, che ha lo scopo di portare a maturazione parecchi ovociti contemporaneamente. Nel frattempo il ciclo mestruale della donna ricevente viene sincronizzato con quello della donatrice in modo che il suo endometrio sia pronto a ricevere gli embrioni quando gli ovociti della donatrice verranno fecondati. La sincronizzazione viene ottenuta attraverso un blando protocollo ormonale (estrogeni per via orale o transdermica)
- Gli ovociti portati a maturazione dalla stimolazione ovarica vengono poi raccolti e fecondati in vitro, attraverso FIVET (mettendo a contatto di ovuli e spermatozi) oppure ICSI (in ogni ovocita si inietta uno spermatozoo opportunamente selezionato, tale pratica è detta anche microinseminazione).
- Degli embrioni così ottenuti, ancora in fase di blastocisti, ne vengono trasferiti da uno a tre (normalmente due) nell'utero della ricevente. Il numero degli embrioni da trasferire viene scelto in base alla probabilità che si impiantino sull'endometrio. È importante che tale scelta venga fatta correttamente perché la gravidanza multipla introduce elementi di incertezza e l'aborto selettivo è una pratica rischiosa e non auspicabile.

È importante distinguere tra i due diversi scenari in cui può avvenire 
l'ovodonazione: 
- Il primo è quello dell'ovodonazione "piena" (full-egg), in cui la donatrice non è una paziente che si sottopone ad un ciclo di fecondazione assistita e cede, a una o due donne riceventi, tutti gli ovociti prodotti in seguito alle sue stimolazioni ormonali.
- Il secondo è quello dell'egg sharing (condivisione di ovociti), in cui una donna che si sottopone al trattamento in vista di una fecondazione in vitro destinata a sé stessa, cede soltanto gli ovociti in soprannumero rispetto a quelli che lei utilizzerà, in genere la metà.

Nel primo caso le donatrici sono usualmente donne giovani e con ottimi livelli di fertilità, e la qualità dei loro ovociti assicura alte possibilità di successo (si raggiunge il 70%) e bassi rischi di aborto. 
Questi vantaggi non ci sono, in genere, nell'egg sharing, in cui la donatrice spesso ha già problemi di fertilità e tiene per sé gli ovuli migliori. La probabilità di successo di una donazione in modalità egg-sharing rischia quindi di essere bassa.
In alcuni Paesi le pazienti possono optare per l'uso degli ovociti di una familiare, di solito una sorella più giovane.
In alcune cliniche la donatrice degli ovociti pur restando anonima, può essere scelta dalla donna ricevente in modo che sia della sua stessa etnia e che i tratti somatici siano molto simili ai suoi . Ciò al fine di rendere meno traumatico possibile il ricorso a questa tecnica per la ricevente, che in tal modo avrà dei figli che le assomiglieranno molto, proprio come se gli ovociti fossero i suoi.

## Diffusione
L'ovodonazione è stata praticata per la prima volta nel 1983. 
Negli Stati Uniti questa tecnica è oggi largamente diffusa, ed è anche un affare da vari miliardi di dollari all'anno. Le donatrici ricevono in genere circa 7000 dollari, in alcuni casi molto di più.
In Europa l'ovodonazione è regolamentata dalle leggi sulla fecondazione assistita, che a volte la proibiscono del tutto, come in Germania, in altri casi consentono soltanto l'egg sharing, come in Danimarca, in altri casi ancora pongono grossi limiti quali l'obbligo dell'anonimato e il divieto dei pagamenti per le donatrici. L'ovodonazione in Italia è possibile solo dal 2014, anno in cui una sentenza della Corte Costituzionale ha dato il via a questa nuova tecnica di procreazione medicalmente assistita. L'inesperienza dei Centri e i limiti introdotti nella sentenza però hanno contribuito al fenomeno del turismo riproduttivo, in quanto la pratica dell'ovodonazione si è concentrata nei paesi Europei con leggi meno restrittive, ma che offrono comunque le garanzie delle stringenti Normative Europee in ambito di fecondazione assistita, come (in ordine alfabetico) Belgio, Cipro (Repubblica di Cipro), Finlandia,  Grecia, Gran Bretagna, Spagna, e nei paesi dell'Est, come Ucraina e Russia, che talvolta offrono costi più bassi ma anche minori garanzie. Negli Stati Uniti l'ovodonazione è regolamentata dall'FDA (Food and Drug Administration).
Tra i paesi regolamentati dalle Norme Europee, la Repubblica di Cipro ha la legislazione che pone meno ostacoli all'ovodonazione: l'ovodonazione viene concessa anche alle donne single, non ci sono limiti di età per accedere all'ovodonazione, la donatrice può essere scelta in base ai caratteri somatici ed etnici della richiedente e del suo eventuale compagno, l'identità della donatrice viene mantenuta anonima dal centro di fecondazione assistita, è permessa la diagnosi preimpianto (PGD), è permesso lo screening genetico preimpianto (PGS), è permessa la scelta del sesso (gender selection) se il sesso è legato al rischio per il nascituro di contrarre malattie (non è permessa la scelta del sesso per semplici motivi di bilanciamento familiare, perché, in tutta Europa, è considerata una pratica di eugenetica).